# Lucky Boy (Nevada)
Lucky Boy ist eine Geisterstadt im Mineral County in Nevada, USA. Sie liegt ungefähr 8 km südwestlich von Hawthorne.

## Geschichte
Lucky Boy wurde um ungefähr 1908 in Folge von Entdeckungen reicher Silbervorkommen gegründet. Die beiden wichtigsten Minen waren die Mountain King und Lucky Boy, beides Silberminen. Zwischen 1909 und 1913 verfügte die Stadt über ein Postamt.
Im April 1909 wohnten 200 Menschen in der neuen Stadt, es gab mehrere Einzelhandelsgeschäfte, zwei Zeitungen und eine Gewerkschaftshalle.
Während der Volkszählung 1910 betrug die Einwohnerzahl von Lucky Boy 800 Menschen. Die Erzvorsprünge waren schnell erschöpft und zwischen 1912 und 1913 blieben nur noch wenige Menschen in der Stadt. Das Postamt schloss am 31. Oktober 1913, ironischerweise das Datum, an dem Nevada bis zum Jahr 2000 seine Eigenstaatlichkeit feierte.
Lucky Boy wurde mehrmals neu belebt als Bergarbeiter neue Erzvorsprünge fanden. In 1923 wurde eine neue Erzmühle am Fuße des Wassuk-Gebirges gebaut. Die Konstruktionskosten übertrafen das Äquivalent von drei Millionen Dollar im Jahr 2020. Nach weniger als drei Jahren schloss sie wieder, da die Preise am Metallmarkt fielen.